# Magic Camp (película)
Magic Camp es una película familiar de comedia estadounidense producida por Team Todd y Gunn Films y estrenada por Walt Disney Pictures. Está dirigida por Mark Waters y escrita por Dan Gregor y Doug Mand, a partir de una historia de Steve Martin. La película está protagonizada por Adam DeVine, Jeffrey Tambor, Gillian Jacobs, Nathaniel McIntyre, Josie Totah y Cole Sand.

## Sinopsis
Andy, a instancias de su antiguo mentor y propietario del Magic Camp Roy Preston, regresa al campamento de su juventud con la esperanza de reavivar su carrera. En cambio, encuentra inspiración en su grupo de magos novatos.

## Elenco
- Adam DeVine como Andy Tuckerman, un consejero del Magic Camp de su juventud con la esperanza de reavivar su carrera.
- Jeffrey Tambor como Roy Preston, el mentor y dueño del Magic Camp.
- Gillian Jacobs como Christina Darkwood, Expareja de Andy.
- Nathaniel Logan McIntyre como Theo, un niño de 12 años que asiste al Magic Camp mientras enfrenta la muerte de su padre.
- Cole Sand como Nathan, el mejor amigo de Theo.
- Josie Totah como Judd.
- Aldis Hodge como Devin.
- Rochelle Aytes como Zoe.
- Desmond Chiam como Xerxes.
- Isabella Cramp como Ruth.
- Izabella Alvarez como Vera.
- Hayden Crawford como Vic.
- Bianca Grava como Janelle.
- Lonnie Chavis como Cameron.

## Producción
El 2 de noviembre de 2016, se anunció que Walt Disney Pictures había elegido a Adam DeVine y Jeffrey Tambor para protagonizar la comedia familiar Magic Camp, que sería dirigida por Mark Waters de un guion más reciente de Dan Gregor y Doug Mand, y un borrador anterior de Steve Martin. DeVine interpretaría a un consejero del Magic Camp en su juventud con la esperanza de reavivar su carrera, mientras que Tambor interpretará a Roy Preston, el mentor y propietario del Magic Camp.  Suzanne Todd produciría la película. El 9 de noviembre de 2016, Gillian Jacobs fue elegida en la película como la expareja del personaje de Devine. Josie Totah fue elegido como Judd. El 21 de noviembre, Disney agregó a Cole Sand para interpretar a Nathan, el mejor amigo de Theo, un niño de 12 años que asiste al Magic Camp mientras enfrenta la muerte de su padre.
El rodaje principal de la película comenzó en enero de 2017 en Los Ángeles y sus alrededores.

## Estreno
En septiembre de 2017, Disney eliminó la fecha prevista de estreno de la película del 6 de abril de 2018. Se pospuso hasta el 3 de agosto de 2018, pero luego se retiró del calendario de estreno con Christopher Robin ocupando su lugar anterior. En febrero de 2018, se reveló que la película se estrenaría en el servicio de streaming de Disney, en ese entonces sin nombre. Se estrenó en Disney+, el 14 de agosto de 2020.